# Mahetlwe
Mahetlwe est une ville du Botswana.